# Гульницкий, Николай Сергеевич
Николай Сергеевич Гульницкий (22 февраля 1922, Александрия, Кременчугская губерния — 1 мая 1994, Германия) — директор шахты имени Костенко ПО «Карагандауголь», Лауреат Государственной премии СССР в области техники (1972), Герой Социалистического Труда (1979).

## Биография
Родился в 1922 году в городе Александрия, Украинская ССР.
Участвовал в Великой Отечественной войне. В апреле 1942 года участвовал в Сталинградском сражении. Был в плену, из которого бежал.
После освобождения Днепропетровска в 1943 году поступил в Днепропетровский горный институт, по окончании которого в сентябре 1949 года был направлен в Караганду. Свою трудовою деятельность начинал с должности помощника начальника шахты № 33/34 треста «Сталинуголь». Потом был главным инженером на шахте № 2 имени Горького. В январе 1952 года был назначен инженером шахты имени Костенко. С 1955 года работал на должности начальника участка на шахте № 38 треста «Кировуголь». С 1961 года был главным инженером треста «Кировуголь». В 1963 году был назначен директором шахты имени Костенко.
В 1970 году шахта имени Костенко, руководимая Николаем Сергеевичем Гульницким, достигла среднесуточной добычи угля в количестве 1038 тонн вместо 528 тонн в 1963 году. В 1971 году шахта имени Костенко за достигнутые результаты в добыче угля была награждена Орденом Ленина. В 1972 году Николай Сергеевич Гульницкий был удостоен Государственной премии СССР за разработку и внедрение высокоэффективной технологии добычи угля на базе средств механизации. С 1970 года шахта ежегодно перевыполняла план по добыче угля. За последующие 9 лет производительность шахты возросла в 1,65 раз. За выдающиеся результаты в добыче угля Николай Сергеевич Гульницкий был удостоен в 1979 году звания Героя Социалистического Труда.
Опубликовал несколько научных статей по горному делу. Защитил диссертацию, получив научную степень кандидата технических наук.
По инициативе Николая Сергеевича Гульницкого на шахте имени Костенко был создан музей горного дела.
Скончался 1 мая 1994 года и был похоронен в Германии.

## Награды
- Государственная премия СССР (1972);
- Герой Социалистического Труда (1979);
- Орден Ленина (1979).

## Источник
- ҚазССР. Қысқаша энциклопедия, т. 2. — Алматы, 1987.